# Henri Colombani
Pour les articles homonymes, voir Colombani.
Henri Colombani est un architecte français né en 1947.

## Biographie
Né en France dans une famille d'ingénieurs, il commence ses études à l'École des beaux-arts de Bordeaux puis émigre en 1968 au Canada. Il est diplômé  de l'Ecole d'architecture de l'Université de Montréal en 1972. Il enseigne au cégep de Saint-Laurent les techniques d'architecture, dès 1973. Il est membre de l'Ordre des architectes du Québec.
Il exerce au Québec pendant 25 ans. On lui doit 420 bâtiments à Montréal dont le marché St-Léonard (Prix Orange d'architecture de Montréal 1985 ; Prix Fierté Montréal 1985), le Château Westmount Square, le Manhattan, le Havre Saint-Louis, la Maison du Maurier Ltée International. Il a reçu de nombreux prix d'architecture notamment pour ses résidences privées (Prix Habitas 1985, 1987, 1989 ; Prix Conseil Canadien du Bois 1990).
Aquarelliste autodidacte, il pratique depuis 1995 l'architecture à Bordeaux. Il a publié en 2013, un ouvrage artistique, historique et architectural sur les portes de Bordeaux aux Éditions de l'Entre-deux-Mers. Cet ouvrage a reçu le prix de l'Office de tourisme de Bordeaux décerné par l'Académie nationale des sciences, belles-lettres et arts de Bordeaux,.
Il est l'oncle de Lætitia Colombani.